# Fernando de Ávalos

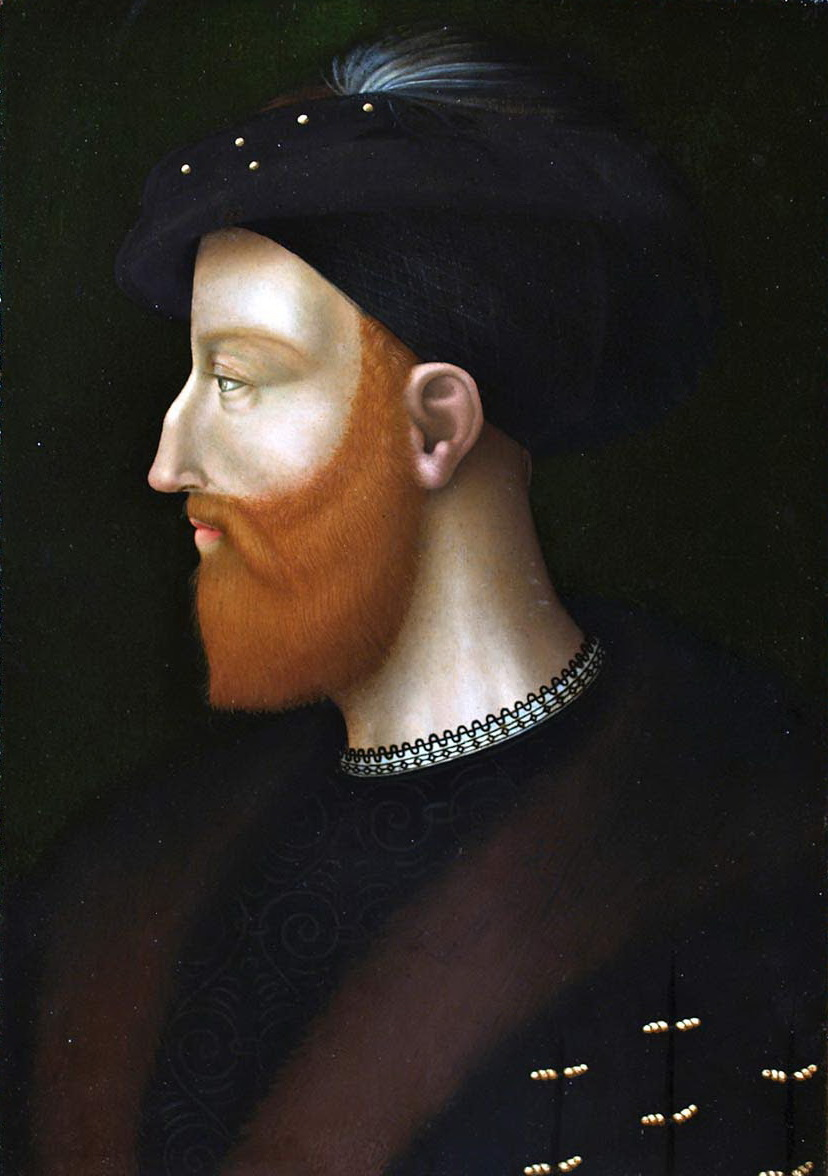
Fernando Francesco D'Ávalos.

Fernando Francisco de Ávalos, marquês de Pescara (1489 - 4 de novembro de 1525), foi um militar napolitano de origens espanholas.

## Biografia
General das tropas hispano-imperiais durante as Guerras Italianas. Em 1512, na Batalha de Ravena, foi feito prisioneiro pelos franceses, mas restou livre ao final da guerra da Liga de Cambrai. Foi comandante-em-chefe dos exércitos do Imperador Carlos V durante a Guerra Italiana de 1521-1526 e derrotou os franceses nas batalhas de Bicocca e de Pavia. 
Rodrigo (Ruy) López de Ávalos, seu bisavô, foi um nobre de Toledo, que tomou parte ativa nas guerras do Reino de Castela durante o reinado de João II, e foi exilado em Valência. Seu filho Iñigo serviu ao rei de Aragão e de Nápoles, Afonso V, o "Magnânimo", tendo seguido seu senhor até a Itália onde se casaria com uma dama da família dos Aquino, com o que foi criado o marquesado de Pescara. Seu filho Afonso casou-se com uma dama siciliana dos Cardona, e quando foi traiçoeiramente assassinado durante a invasão francesa do Reino de Nápoles, Fernando era apenas um fidalgo.
Quando tinha seis anos foi prometido a Vittoria Colonna, filha do condotiero Fabrizio Colonna, e o matrimônio celebrou-se a 27 de dezembro de 1509 em Ísquia. Sua condição nobre por parte tanto de Aragão como de Nápoles lhe proporcionou o apoio de Fernando, o Católico. Em 1512 dirigiu o corpo de cavalaria ligeira na Batalha de Ravena, onde foi ferido e feito prisioneiro pelos franceses. Graças à intervenção de um dos mais destacados generais francos, o italiano Gian Giacomo Trivulzio, que havia tomado parte no ajuste de seu matrimônio, permitiu que fosse libertado mediante o pagamento de um resgate no valor de seis mil ducados.
Comando a infantaria na Batalha de Motta, a 7 de outubro de 1513, contra a República de Veneza. Desde esta batalha até a Batalha de Bicocca, Ávalos esteve sempre ao serviço dos espanhóis em todas as campanhas, sendo comandante no mesmo patamar de Próspero Colonna.
Depois da Batalha de Bicocca, Colonna foi designado pelo Imperador Carlos V comandante-em-chefe. Ávalos sentiu-se em desacordo e marchou até Valladolid a fim de pedir explicações por tal feito. Carlos o persuadiu durante várias entrevistas de que Colonna era superior a ele. Entretanto, travou amizade com o Imperador, no que ajudou sua ascendência espanhola, e veio a propiciar que nas campanhas seguintes fosse ele o comandante-em-chefe das tropas imperiais.
Quando Francisco I invadiu a Itália, Ávalos foi o encarregado por parte do Imperador em repelir os ataques. As dificuldades de sua posição foram grandes, já que a tropa não percebia os soldos. A tenacidade, paciência e tato de Ávalos triunfaram contra todos os obstáculos. Sua influência sobre as veteranas tropas imperiais se fez notar no cerco de Pavia e na posterior batalha. Em janeiro de 1525 tomou o posto avançado francês de San Angelo, com o que cortava a linha de comunicações entre Milão e Pavia.
A 24 de fevereiro de 1525 derrotou e aprisionou o rei francês Francisco I, num brilhante ataque na Batalha de Pavia, com acentuada audácia. Rodeou a potente cavalaria francesa com um corpo de exército de arcabuzeiros e cavalaria ligeira, conseguindo aniquilar os franceses. Enquanto isso, Lannoy e os demais comandantes imperiais também conseguiam derrotar aos franceses no campo de batalha.
Girolamo Morone, secretário do Duque de Milão, acreditando que Ávalos havia sido depreciado pelo Imperador, convidou-o a unir-se numa trama para expulsar da Itália os espanhóis, franceses e alemães, prometendo-lhe um trono. Mas Ávalos continuava leal ao Imperador e revelou a conspiração a Carlos V, com o que Morone foi preso. Pouco depois desse fato, em consequência dos ferimentos sofridos, morreu em Milão. Não deixou descendentes e seus títulos passaram ao primo Afonso de Ávalos, marquês de Vasto, também general imperial.